# Virág Vaszari
Virág Vaszari (* 22. März 1986 in Dombóvár, Ungarn) ist eine ehemalige ungarische Handballspielerin, die zuletzt für den deutschen Bundesligisten Borussia Dortmund auflief.

## Karriere
Vaszari spielte ab dem Jahr 2003 beim ungarischen Verein Cornexi Alcoa, mit dem sie in der Saison 2004/05 den EHF-Pokal gewann. Nachdem die Außenspielerin zwischen 2009 und 2011 für den ungarischen Erstligisten Váci NKSE aufgelaufen war, kehrte sie wieder zu ihrem vorigen Verein zurück, der sich zwischenzeitig in Alcoa FKC umbenannt hatte. Nach einer weiteren Umbenennung in Fehérvár KC wechselte Vaszari im Jahr 2014 zum deutschen Bundesligisten Borussia Dortmund, bei dem sie bis zum Jahr 2020 unter Vertrag stand. In ihrer letzten Spielzeit, die aufgrund der COVID-19-Pandemie abgebrochen wurde, stand sie mit der Borussia auf dem ersten Tabellenplatz.
Vaszari trainierte nach ihrem Karriereende eine Jugendmannschaft bei der DJK Ewaldi Aplerbeck.